# Alachua County
Das Alachua County ist ein County im Bundesstaat Florida der Vereinigten Staaten. Der Verwaltungssitz (County Seat) ist Gainesville.

## Geschichte
Alachua County wurde am 29. Dezember 1824 gebildet. Der Name stammt von einem indianischen Wort, das so viel wie „versinkendes Loch“ bedeutet. Der Verwaltungssitz war bis 1854 Newnansville, bevor er nach Gainesville wechselte.

## Geographie
Das County hat eine Fläche von 2510 Quadratkilometern, wovon 246 Quadratkilometer Wasserfläche sind. Es grenzt im Uhrzeigersinn an die Countys Clay County, Putnam County, Marion County, Levy County, Gilchrist County und Columbia County. Zusammen mit dem Gilchrist County bildet das County die Metropolregion Gainesville.

## Demografische Daten

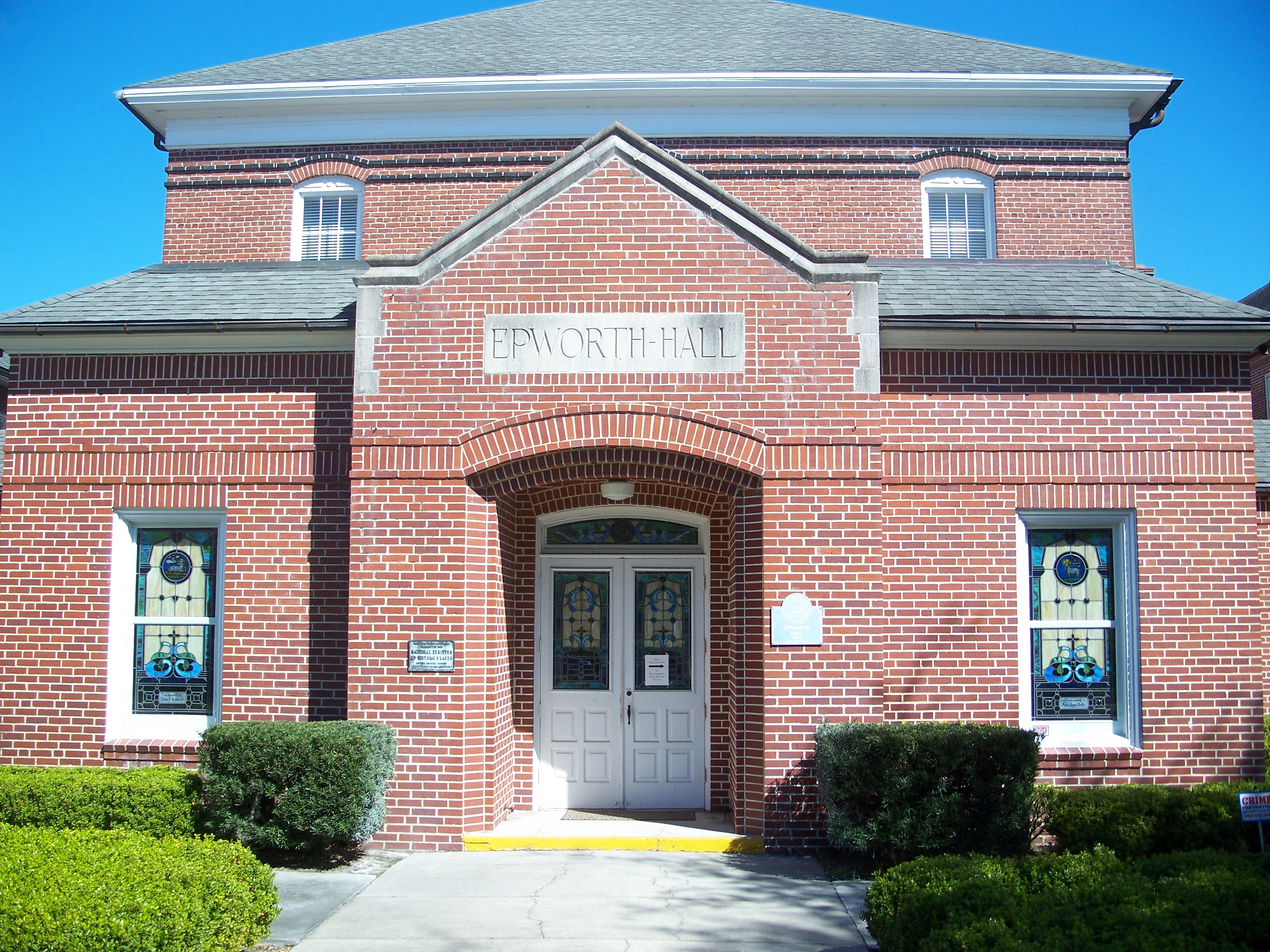
Epworth Hall in Gainesville, gelistet im NRHP

Nach der Volkszählung im Jahr 2010 lebten im Alachua County 247.336 Menschen in 112.766 Haushalten. Die Bevölkerungsdichte betrug 109,2 Einwohner pro Quadratkilometer. Ethnisch betrachtet setzte sich die Bevölkerung zusammen aus 69,6 % Weißen, 20,3 % Afroamerikanern, 0,3 % Indianern und 5,4 % Asian Americans. 1,8 % waren Angehörige anderer Ethnien und 2,6 % verschiedener Ethnien. 8,4 % der Bevölkerung bestand aus Hispanics oder Latinos.
Im Jahr 2010 lebten in 24,8 % aller Haushalte Kinder unter 18 Jahren sowie 19,6 % aller Haushalte Personen mit mindestens 65 Jahren. 53,2 % der Haushalte waren Familienhaushalte (bestehend aus verheirateten Paaren mit oder ohne Nachkommen bzw. einem Elternteil mit Nachkomme). Die durchschnittliche Größe eines Haushalts lag bei 2,32 Personen und die durchschnittliche Familiengröße bei 2,91 Personen.
24,2 % der Bevölkerung waren jünger als 20 Jahre, 37,1 % waren 20 bis 39 Jahre alt, 22,9 % waren 40 bis 59 Jahre alt und 15,8 % waren mindestens 60 Jahre alt. Das mittlere Alter betrug 30 Jahre. 48,4 % der Bevölkerung waren männlich und 51,6 % weiblich.
Das jährliche Durchschnittseinkommen eines Haushalts betrug 42.818 USD, dabei lebten 23,8 % der Bevölkerung unter der Armutsgrenze.
Im Jahr 2010 war Englisch die Muttersprache von 86,43 % der Bevölkerung, Spanisch sprachen 6,38 % und 7,19 % hatten eine andere Muttersprache.

## Weiterführende Bildungseinrichtungen
- Santa Fe Community College in Gainesville
- University of Florida in Gainesville

## Attraktionen
Das Alachua County, speziell die Gegend um Gainesville sind reich an Attraktionen, die einen Besuch lohnen, z. B.
- Das Archer Historical Society Railroad Museum, ein ehemaliger Bahnhof, erbaut zwischen 1857 und 1861 an der Eisenbahnstrecke Fernandina Beach nach Cedar Key.[5]
- Die Dudley Farm im Dudley Farm Historic State Park in Newberry. Eine zum Teil noch original erhaltene Farm aus dem 19. Jahrhundert.[6]
- Das Hawthorne Historical Museum in Hawthorne.[7]
- Das Haile Homestead, eine Baumwoll-Plantage Mitte des 19. Jahrhunderts. Die Familie Haile schrieb ihre Geschichte auf den Wänden nieder. Mehr als 12.500 Worte in fast jedem Raum.[8]
- Der Marjorie Kinnan Rawlings Historic State Park in Cross Creek.[9]
- Das Matheson Museum in Gainesville[10]
- Das Micanopy Historical Society Museum in Micanopy.[11]
- Das Morningside Nature Center etwa 5 km östlich vom Stadtzentrum in Gainesville.[12]

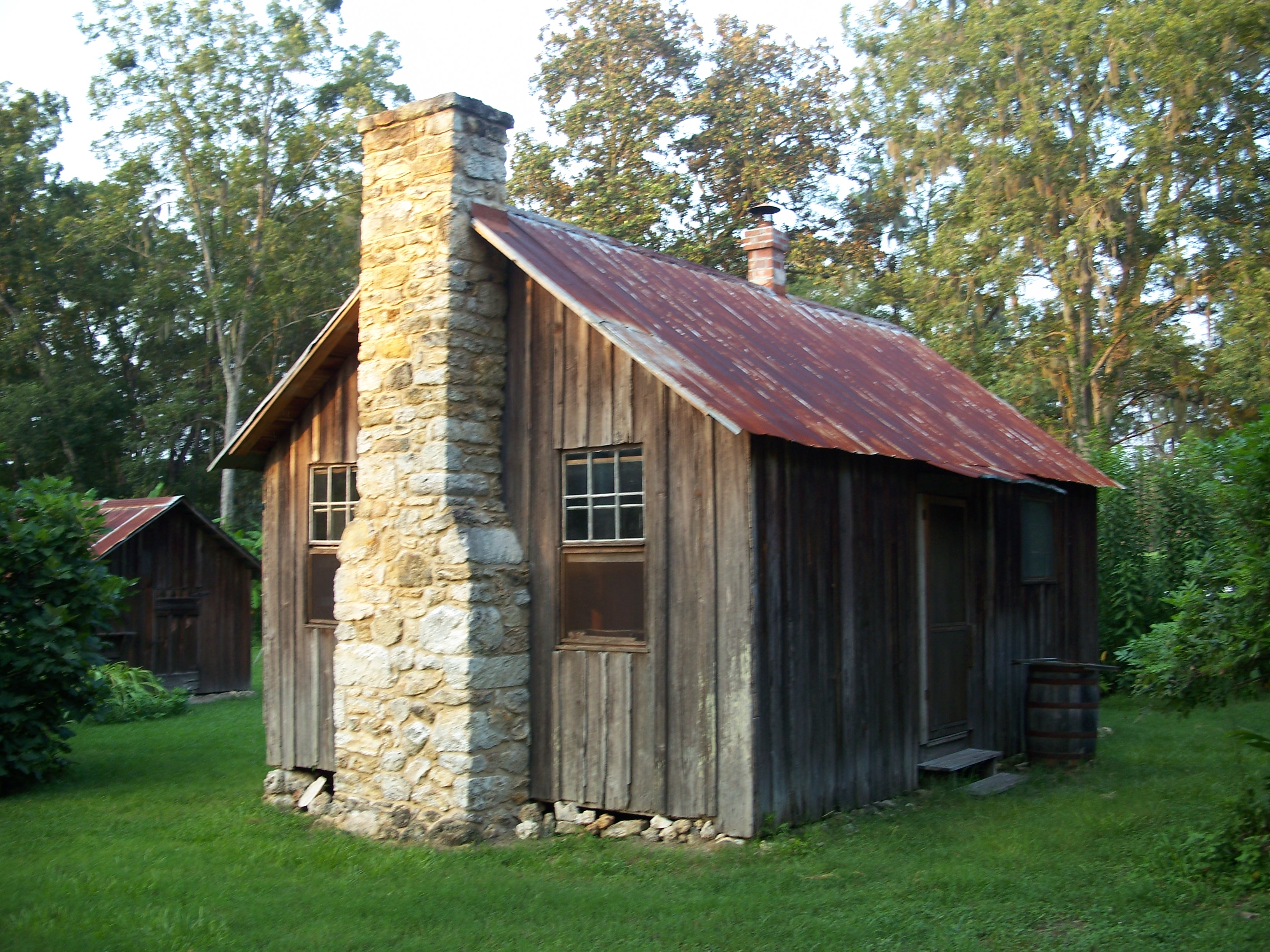
Gebäude im Dudley Farm Historic State Park (2007). Diese Farm aus der Mitte des 19. Jahrhunderts wurde im Oktober 2002 in das NRHP eingetragen. Im Januar 2021 erhielt der Historic District den Status eines National Historic Landmarks zuerkannt.

Insgesamt sind 66 Bauwerke, Stätten und historische Bezirke (Historic Districts) im Alachua County im National Register of Historic Places („Nationales Verzeichnis historischer Orte“; NRHP) eingetragen (Stand 18. November 2022), darunter haben der Dudley Farm Historic State Park und der Marjorie Kinnan Rawlings Historic State Park den Status von National Historic Landmarks („Nationales historisches Wahrzeichen“).

## Orte im Alachua County
Orte im Alachua County mit Einwohnerzahlen der Volkszählung von 2010:
Cities:
- Alachua – 9.059 Einwohner
- Archer – 1.118 Einwohner
- Gainesville (County Seat) – 124.354 Einwohner
- Hawthorne – 1.417 Einwohner
- High Springs – 5.350 Einwohner
- Newberry – 4.950 Einwohner
- Waldo – 1.015 Einwohner

Towns:
- La Crosse – 360 Einwohner
- Micanopy – 600 Einwohner

## Inseln
| - Bird Island - Burnt Island - Cane Hammock | - Cow Hammock - Hixon Island | - McCormick Island - Redbird Island |